# Волпенте (Виченца)
Волпенте је насеље у Италији у округу Виченца, региону Венето.
Према процени из 2011. у насељу је живело 77 становника. Насеље се налази на надморској висини од 238 м.